# Lista dos atuais treinadores da National Basketball Association
Este anexo é uma lista dos atuais treinadores da National Basketball Association. Atualmente a NBA possui 30 treinadores distribuídos nas 30 equipes participantes. Jerry Sloan, o qual é treinador do Utah Jazz, é o treinador a mais tempo em uma equipe, desde a temporada 1988-89. Sloan é também o que mais treinou (1591 jogos), o que mais venceu (995 vezes) e o que mais perdeu (596 vezes) de todos os técnicos da liga. Phil Jackson, treinador dos Los Angeles Lakers é o com maior porcentagem de vitórias, 70%. Todos os treinadores nasceram nos Estados Unidos, com exceção de Jay Triano, técnico do Toronto Raptors, o qual nasceu no Canadá.

## Legenda
| J | Jogos                   |
| V | Vitórias                |
| D | Derrotar                |
| % | Porcentagem de vitórias |

## Treinadores atuais
As estatísticas foram atualizadas em 9 de fevereiro de 2019.

### Conferência Leste
| Divisão   | Time                | Treinador        | Nacionalidade  | Data em que assumiu o clube | Pelo time | Pelo time | Pelo time | Na carreira | Na carreira | Na carreira | Ref    |
| Divisão   | Time                | Treinador        | Nacionalidade  | Data em que assumiu o clube | J         | V–D       | %         | J           | V–D         | %           | Ref    |
| --------- | ------------------- | ---------------- | -------------- | --------------------------- | --------- | --------- | --------- | ----------- | ----------- | ----------- | ------ |
| Atlântico | Boston Celtics      | Brad Stevens     | Estados Unidos | 29-4-2004                   | 328       | 168–160   | .512      | 667         | 339–328     | .508        | [ 1 ]  |
| Atlântico | New Jersey Nets     | Kenny Atkinson   | Estados Unidos | 26-1-2004                   | 368       | 191–177   | .519      | 368         | 191–177     | .519        | [ 2 ]  |
| Atlântico | New York Knicks     | David Fizdale    | Estados Unidos | 13-5-2014                   | 13        | 7–6       | .538      | 439         | 267–172     | .608        | [ 3 ]  |
| Atlântico | Philadelphia 76ers  | Tony DiLeo       | Estados Unidos | 13-12-2008                  | —         | —         | —         | —           | —           | —           | [ 4 ]  |
| Atlântico | Toronto Raptors     | Nick Nurse       | Canadá         | 3-12-2018                   | —         | —         | —         | —           | —           | —           | [ 5 ]  |
| Central   | Chicago Bulls       | Jim Boylen       | Estados Unidos | 11-6-2008                   | 14        | 6–8       | .429      | —           | —           | —           | [ 6 ]  |
| Central   | Cleveland Cavaliers | Mike Brown       | Estados Unidos | 2-6-2005                    | 246       | 145–101   | .589      | 246         | 145–101     | .589        | [ 7 ]  |
| Central   | Detroit Pistons     | Dwayne Casey     | Estados Unidos | 10-6-2018                   | 13        | 8–5       | .615      | —           | —           | —           | [ 8 ]  |
| Central   | Indiana Pacers      | Nate McMillan    | Estados Unidos | 31-7-2016                   | 82        | 36–46     | .439      | 422         | 218–204     | .517        | [ 9 ]  |
| Central   | Milwaukee Bucks     | Mike Budenholzer | Estados Unidos | 21-4-2018                   | —         | —         | —         | 532         | 281–251     | .528        | [ 10 ] |
| Sudeste   | Atlanta Hawks       | Mike Woodson     | Estados Unidos | 8-7-2004                    | 328       | 106–222   | .323      | 328         | 106–222     | .323        | [ 11 ] |
| Sudeste   | Charlotte Hornets   | Larry Brown      | Estados Unidos | 29-4-2008                   | 12        | 3–9       | .250      | 2146        | 1239–907    | .577        | [ 12 ] |
| Sudeste   | Miami Heat          | Erik Spoelstra   | Estados Unidos | 28-4-2008                   | 13        | 7–6       | .538      | —           | —           | —           | [ 13 ] |
| Sudeste   | Orlando Magic       | Steve Clifford   | Estados Unidos | 7-6-2012                    | 82        | 52–30     | .634      | 267         | 164–103     | .614        | [ 14 ] |
| Sudeste   | Washington Wizards  | Scott Brooks     | Estados Unidos | 24-11-2010                  | —         | —         | —         | —           | —           | —           | [ 15 ] |

### Conferência Oeste
| Divisão  | Time                   | Treinador      | Nacionalidade  | Data em que assumiu o clube | Pelo time | Pelo time | Pelo time | Na carreira | Na carreira | Na carreira | Ref           |
| Divisão  | Time                   | Treinador      | Nacionalidade  | Data em que assumiu o clube | J         | V–D       | %         | J           | V–D         | %           | Ref           |
| -------- | ---------------------- | -------------- | -------------- | --------------------------- | --------- | --------- | --------- | ----------- | ----------- | ----------- | ------------- |
| Noroeste | Denver Nuggets         | Michael Malone | Estados Unidos | 27-1-2013                   | 286       | 171–115   | .598      | 1493        | 879–614     | .589        | [ 16 ]        |
| Noroeste | Minnesota Timberwolves | Kevin McHale   | Estados Unidos | 8-12-2008                   | 124       | 34–90     | .274      | 288         | 96–192      | .333        | [ 17 ]        |
| Noroeste | Oklahoma City Thunder  | Billy Donovan  | Estados Unidos | 22-11-2011                  | —         | —         | —         | —           | —           | —           | [ 18 ]        |
| Noroeste | Portland Trail Blazers | Terry Stotts   | Estados Unidos | 7-7-2014                    | 246       | 94–152    | .382      | 641         | 306–335     | .477        | [ 19 ]        |
| Noroeste | Utah Jazz              | Quin Snyder    | Estados Unidos | 9-12-2017                   | 1591      | 995–596   | .624      | 1806        | 1089–717    | .603        | [ 20 ] [ 21 ] |
| Pacífico | Golden State Warriors  | Steve Kerr     | Estados Unidos | 30-8-2015                   | 164       | 90–74     | .549      | 2234        | 1280–954    | .573        | [ 22 ]        |
| Pacífico | Los Angeles Clippers   | Doc Rivers     | Estados Unidos | 10-7-2013                   | 410       | 175–235   | .427      | 1198        | 573–625     | .478        | [ 23 ]        |
| Pacífico | Los Angeles Lakers     | Frank Vogel    | Estados Unidos | 20-5-2019                   | 246       | 144–102   | .585      | 1394        | 976–418     | .700        | [ 24 ]        |
| Pacífico | Phoenix Suns           | Monty Williams | Estados Unidos | 16-2-2019                   | —         | —         | —         | —           | —           | —           | [ 25 ]        |
| Pacífico | Sacramento Kings       | Luke Walton    | Estados Unidos | 15-3-2019                   | —         | —         | —         | —           | —           | —           | [ 26 ]        |
| Sudoeste | Dallas Mavericks       | Rick Carlisle  | Estados Unidos | 14-5-2008                   | —         | —         | —         | 492         | 281–211     | .571        | [ 27 ]        |
| Sudoeste | Houston Rockets        | Mike D’Antoni  | Estados Unidos | 23-5-2007                   | 82        | 55–27     | .671      | 1315        | 807–508     | .614        | [ 28 ]        |
| Sudoeste | Memphis Grizzlies      | Lionel Hollins | Estados Unidos | 25-1-2009                   | 7         | 3–4       | .429      | 71          | 21–50       | .296        | [ 29 ]        |
| Sudoeste | New Orleans Pelicans   | Alvin Gentry   | Estados Unidos | 28-5-2004                   | 328       | 151–177   | .460      | 616         | 300–316     | .487        | [ 30 ]        |
| Sudoeste | San Antonio Spurs      | Gregg Popovich | Estados Unidos | 11-12-1996                  | 934       | 632–302   | .677      | 934         | 632–302     | .677        | [ 31 ]        |